# Bleda (género)
Bleda es un género de aves paseriformes perteneciente a la familia Pycnonotidae. Sus miembros son nativos de África Central y Occidental.

## Especies
Contiene las siguientes especies:
- Bleda syndactylus - bulbul bigotudo;
- Bleda eximius - bulbul coliverde;
- Bleda notatus - bulbul manchado;
- Bleda canicapillus - bulbul hormiguero.